# 선행자
본 문서의 이해를 돕기 위한 비자유 그림이 있습니다. 
링크의 파일을 직접 올려 주세요
선행자(중국어: 先行者, 병음: Xiānxíngzhě 셴싱저[*], →선구자)는 중화인민공화국에서 2000년에 개발한 이족 보행 로봇이다. 로봇 자체보다는 일본의 인터넷 사용자들이 선행자를 풍자하는 게임이나 플래시 애니메이션을 만들어 크게 유명해졌다.

## 특징
선행자는 기본 동작(물건을 들어올리는 등), 보행은 물론이고 아주 간단한 의사소통도 가능하도록 제작되었다. 그러나 손은 배의 노와 동일한 모양으로 손가락이 없으며 특히 양 다리사이에 설치된 카메라로 인하여 중화인민공화국의 이웃나라인 일본에서 이를 풍자하여 크게 인기를 끌었다. 일본의 네티즌들은 이것이 카메라임을 알지 못하고 나름대로 용도를 추측하다가 돌연 선행자를 군사병기로 묘사했으며 그 위치에서 미사일이 날아가도록 풍자했다. 일본의 네티즌들은 이를 음경 캐논이라 부른다.